# Jean-Michel Dhuez
 (septembre 2017).
Jean-Michel Dhuez est un journaliste français né à Amiens qui travaille notamment sur la station de radio Europe 1.

## Parcours professionnel
En 2003/2004, Jean-Michel Dhuez présente la tranche du week-end 12 h 30 - 13 h.[réf. souhaitée]
Joker de Jacques Pradel, Jean-Michel Dhuez devient en avril 2008 l'animateur de la tranche 7 h - 9 h 30 sur Europe 1 jusqu'à la fin de la saison lorsque ce dernier arrête de présenter la matinale.
En septembre 2008, il devient le présentateur d'Europe 1 Infos du lundi au vendredi de 5 h à 7 h, avec Benjamin Vincent, Marie Marquet et Christophe Carrez en présentateurs de journaux ainsi que Jane Villenet en tant que meneuse de jeu à partir de janvier 2009. Il devient également le remplaçant de Marc-Olivier Fogiel, nouvel animateur de la tranche 7 h - 9 h 30.
En septembre 2009, il devient présentateur des bulletins d'information de 20 h à 0 h. Il est occasionnellement le joker de Patrick Cohen pour Europe 1 Soir du lundi au vendredi de 18 h 30 à 19 h.[réf. souhaitée] Pendant la saison 2010/2011, toujours sur Europe 1, il présente avec Wendy Bouchard Le 22-23, nouvelle tranche d'information de 22 h à 23 h du lundi au jeudi ainsi que le journal du soir, le vendredi de 22 h 30 à 23 h[réf. souhaitée].
Pendant l'été 2012, il anime Europe 1 soir en juillet. 
Il quitte ensuite Europe 1 pour prendre les commandes de la matinale de France Musique à la rentrée 2013, mais son contrat s'achève en juillet 2014.
En décembre 2014 il devient joker des journaux du matin sur RTL.
En juillet 2016 il présente en matinée C'est l'été sur Radio Classique. 
À la rentrée 2017, Jean-Michel Dhuez est annoncé sur Radio Classique pour y animer les après-midis.